# Gabriel Ntisezerana

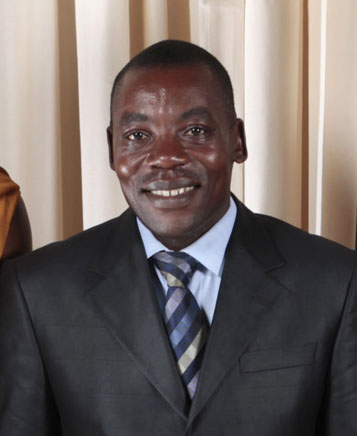
Gabriel Ntisezerana

Gabriel Ntisezerana is de tweede vicepresident van Burundi. Hij is een Hutu en behoort tot de partij CNDD-FDD.
Ntisezerana is econoom. Hij was directeur van de Nationale Ontwikkelingsbank (la Banque Nationale de Développement Économique, BNDE) tot 9 januari 2006, toen president Pierre Nkurunziza hem benoemde tot gouverneur van de centrale bank van Burundi, la Banque de la République du Burundi.
Op 8 februari 2007 werd Ntisezerana door president Pierre Nkurunziza benoemd tot tweede vicepresident in de plaats van Marina Barampama die het ambt vanaf augustus 2005 had bekleed. De volgende dag stemde de senaat van Burundi in met zijn benoeming, met 36 van de 39 stemmen. Op 12 februari werd Ntisezerana beëdigd. Aanvankelijk functioneerde hij naast eerste vicepresident Martin Nduwimana, maar deze werd op 8 november 2007 opgevolgd door Yves Sahinguvu.